# Claude Bergeaud
Claude Bergeaud (Artigat, 30 aprile 1960) è un allenatore di pallacanestro e dirigente sportivo francese.

## Carriera
È stato il coach della nazionale francese dal 2003 al 2007.
Ha allenato il Pau-Orthez e ASVEL Lyon-Villeurbanne (2005-2006).
Con il Pau-Orthez è stato campione di Francia 1998, 1999, 2001 e vincitore della coppa francese 2002. È stato anche allenatore dell'anno nel 1999.

## Palmarès

### Squadra
- Campionato francese: 3

Pau-Orthez: 1997-98, 1998-99, 2000-01
- Coppa di Francia: 1

Pau-Orthez: 2002

### Individuale
- Miglior allenatore della LNB Pro A: 1

Pau-Orthez: 1998-99